# Karel Albrecht Habsbursko-Altenburský
Karel Albrecht Habsbursko-Lotrinsko-Altenburský, německy: Karl Albrecht Nikolaus Leo Gratianus Habsburg-Lothringen; (18. prosince 1888, Pula – 17. března 1951, Östervik, Stockholm) byl rakouský arcivévoda z těšínské linie Habsbursko-Lotrinské dynastie.

## Život
Byl třetím potomkem a prvním synem arcivévody Karla Štěpána a jeho ženy, arcivévodkyně z toskánské linie rodu, Marie Terezie.
Po absolvování gymnázia zahájil v roce 1907 studium na Vojenské technické univerzitě ve Vídni, které úspěšně ukončil v roce 1910 a svou vojenskou kariéru zahájil jako poručík 2. pluku polních houfnic, ze kterého byl převelen k 2. jízdnímu pluku. Kvůli jeho talentu dělostřeleckého důstojníka obdržel zvláštní doporučující dopis od ministra války a brzy byl povýšen na poručíka.
Když vypukla první světová válka, byl nejprve nasazen na východní frontě. Poté zastával funkci v Landesverteiigungskommando Tirol. V roce 1916 se vrátil do činné služby jako dělostřelecký důstojník a velel 1. praporu 14. pluku polních houfnic. Brzy poté byl povýšen na majora a na podzim 1916 obdržel velení vlastního pluku, 8. pluku polních houfnic, kterému velel až do podzimu 1917. Na začátku tohoto roku byl povýšen na podplukovníka a na podzim na plukovníka. Od podzimu 1917 až do rozpadu Duální monarchie velel 23. pěší brigádě.
Po vzniku nového Polského království 5. listopadu 1916 byl Karl Albrecht vedle svého otce nejslibnějším kandidátem na polskou korunu a byl podporován císaři Františkem Josefem I., Vilémem II. To se změnilo po smrti Františka Josefa, protože sám nový císař Karel I. měl ambiciózní plány spojit Polsko s Haličí a částmi Ukrajiny a Litvy. Zpozdil proto svůj souhlas s přijetím koruny jedním ze dvou arcivévodů sídlících v Saybuschi (Halič) a nakonec jej zcela odmítl. Bulharsko mezitím také přivedlo do hry vlastního kandidáta. Nejmladší bratr Karla Albrechta Vilém byl v roce 1918 dočasně vyměněn za kandidáta na ukrajinský trůn.
Po roce 1918 zůstali v Saybuschu Habsburkové na svém zámku v nově vzniklém Polsku. Karel Albrecht přijal polské občanství a jméno Karol Olbracht Habsburg-Lotaryński, byl také přijat jako plukovník polskou armádou a bojoval ve válkách proti Ukrajincům (1919) a Sovětům (do roku 1921).
V roce 1920 se oženil s Alicí hraběnkou Badeniovou, vdovou po bývalém ministerském předsedovi Badenim. Z manželství s rodilou Švédkou vzešly čtyři děti. Vzhledem k tomu, že tento sňatek byl podle habsburského domovního práva považován za nerovnorodý, rodina Karla Albrechta se zřekla užívání arcivévodského titulu. Od roku 1949 si členové rodiny říkali princ a princezna z Altenburgu na základě rozhodnutí hlavy rodiny Otto von Habsburga.
Polští monarchisté, aktivní ještě ve 20. a 30. letech 20. století, podporovali kandidaturu Karla Albrechta na post polského krále a doufali, že Józef Piłsudski ve své závěti doporučí monarchickou formu vlády. To se ale nestalo, protože maršál nezanechal vůbec žádný politický testament.
Krátce před vypuknutím druhé světové války v roce 1939 byl Karl Albrecht v Polsku povýšen do hodnosti generálmajora a během bojů v září 1939 byl velitelem pevnosti Grudziądz. Po německém vítězství nad Polskem Karel Albrecht odmítl přijmout německé občanství (Německý lidový seznam), a proto byl nacistickými úřady vyvlastněn, po celou dobu okupace mučen a vězněn v Krakově. Byl na jednu stranu ochrnutý a na jedno oko slepý.
Nový komunistický režim v Polsku mu půdu nevrátil, protože byl „rasový Němec“, ale umožnil mu v roce 1946 emigrovat do vlasti své manželky, Švédska, kde v roce 1951 zemřel v Österviku u Stockholmu.

## Manželství a potomci
V roce 1920 se jeho ženou stala švédská šlechtična Alice roz. Ankarcrona (1889–1985), hraběnka Badeinová. Manželství bylo morganatické. Po roce 1939 se rodina přestěhovala do Švédska. Od roku 1949 její příslušníci užívají jméno princové z Altenburgu.
- 1. Karel Štěpán, princ z Altenbergu (29. října 1921 Balice – 20. června 2018 Stockholm)[4]
  - ∞ (18. září 1952 Ženeva) Marie-Louise af Petersens (4. listopadu 1910 Stockholm – 27. května 1998  Ostervik)
- 2. Marie-Kristina, princezna z Altenburgu (8. prosince 1923 Żywiec – 2. října 2012 tamtéž), svobodná a bezdětná[5]
- 3. Karel Albrecht, princ z Altenburgu (4. srpna 1926 Żywiec – 19. prosince 1928 tamtéž)
- 4. Renata Maria, princezna z Altenburgu (13. dubna 1931 Żywiec – 18. června 2024 Madrid)[6]
  - ∞ (26. června 1957 Stockholm) Eduardo de Zulueta y Dato (4. prosince 1923 Paříž – 28. července 2020 Madrid), španělský diplomat

## Vývod z předků
|                                         |                                              |  |                          |                                              |  |  |  |  |  |  |  | Leopold II. |
|                                         |                                              |  |                          |                                              |  |  |  |  |  |  |  |             |
|                                         | Karel Ludvík Rakousko-Těšínský               |  |                          |                                              |  |  |  |  |  |  |  |             |
|                                         |                                              |  |                          |                                              |  |  |  |  |  |  |  |             |
|                                         |                                              |  |                          | Marie Ludovika Španělská                     |  |  |  |  |  |  |  |             |
|                                         |                                              |  |                          |                                              |  |  |  |  |  |  |  |             |
|                                         | Karel Ferdinand Rakousko-Těšínský            |  |                          |                                              |  |  |  |  |  |  |  |             |
|                                         |                                              |  |                          |                                              |  |  |  |  |  |  |  |             |
|                                         |                                              |  |                          | Fridrich Vilém Nasavsko-Weilburský           |  |  |  |  |  |  |  |             |
|                                         |                                              |  |                          |                                              |  |  |  |  |  |  |  |             |
|                                         | Jindřiška Nasavsko-Weilburská                |  |                          |                                              |  |  |  |  |  |  |  |             |
|                                         |                                              |  |                          |                                              |  |  |  |  |  |  |  |             |
|                                         |                                              |  |                          | Luisa Isabela z Kirchbergu                   |  |  |  |  |  |  |  |             |
|                                         |                                              |  |                          |                                              |  |  |  |  |  |  |  |             |
|                                         | Karel Štěpán Rakousko-Těšínský               |  |                          |                                              |  |  |  |  |  |  |  |             |
|                                         |                                              |  |                          |                                              |  |  |  |  |  |  |  |             |
|                                         |                                              |  |                          | Leopold II.                                  |  |  |  |  |  |  |  |             |
|                                         |                                              |  |                          |                                              |  |  |  |  |  |  |  |             |
|                                         | Josef Habsbursko-Lotrinský                   |  |                          |                                              |  |  |  |  |  |  |  |             |
|                                         |                                              |  |                          |                                              |  |  |  |  |  |  |  |             |
|                                         |                                              |  |                          | Marie Ludovika Španělská                     |  |  |  |  |  |  |  |             |
|                                         |                                              |  |                          |                                              |  |  |  |  |  |  |  |             |
|                                         | Alžběta Františka Marie Habsbursko-Lotrinská |  |                          |                                              |  |  |  |  |  |  |  |             |
|                                         |                                              |  |                          |                                              |  |  |  |  |  |  |  |             |
|                                         |                                              |  |                          | Ludvík Württemberský                         |  |  |  |  |  |  |  |             |
|                                         |                                              |  |                          |                                              |  |  |  |  |  |  |  |             |
|                                         | Marie Dorotea Württemberská                  |  |                          |                                              |  |  |  |  |  |  |  |             |
|                                         |                                              |  |                          |                                              |  |  |  |  |  |  |  |             |
|                                         |                                              |  |                          | Henrietta Nasavsko-Weilburská                |  |  |  |  |  |  |  |             |
|                                         |                                              |  |                          |                                              |  |  |  |  |  |  |  |             |
| 'Karel Albrecht Habsbursko-Altenburský' |                                              |  |                          |                                              |  |  |  |  |  |  |  |             |
|                                         |                                              |  |                          |                                              |  |  |  |  |  |  |  |             |
|                                         |                                              |  | Ferdinand III. Toskánský |                                              |  |  |  |  |  |  |  |             |
|                                         |                                              |  |                          |                                              |  |  |  |  |  |  |  |             |
|                                         | Leopold II. Toskánský                        |  |                          |                                              |  |  |  |  |  |  |  |             |
|                                         |                                              |  |                          |                                              |  |  |  |  |  |  |  |             |
|                                         |                                              |  |                          | Luisa Marie Amélie Tereza Neapolsko-Sicilská |  |  |  |  |  |  |  |             |
|                                         |                                              |  |                          |                                              |  |  |  |  |  |  |  |             |
|                                         | Karel Salvátor Rakousko-Toskánský            |  |                          |                                              |  |  |  |  |  |  |  |             |
|                                         |                                              |  |                          |                                              |  |  |  |  |  |  |  |             |
|                                         |                                              |  |                          | František I. Neapolsko-Sicilský              |  |  |  |  |  |  |  |             |
|                                         |                                              |  |                          |                                              |  |  |  |  |  |  |  |             |
|                                         | Marie Antonie Neapolsko-Sicilská             |  |                          |                                              |  |  |  |  |  |  |  |             |
|                                         |                                              |  |                          |                                              |  |  |  |  |  |  |  |             |
|                                         |                                              |  |                          | Marie Izabela Španělská                      |  |  |  |  |  |  |  |             |
|                                         |                                              |  |                          |                                              |  |  |  |  |  |  |  |             |
|                                         | Marie Tereza Habsbursko-Lotrinská            |  |                          |                                              |  |  |  |  |  |  |  |             |
|                                         |                                              |  |                          |                                              |  |  |  |  |  |  |  |             |
|                                         |                                              |  |                          | František I. Neapolsko-Sicilský              |  |  |  |  |  |  |  |             |
|                                         |                                              |  |                          |                                              |  |  |  |  |  |  |  |             |
|                                         | Ferdinand II. Neapolsko-Sicilský             |  |                          |                                              |  |  |  |  |  |  |  |             |
|                                         |                                              |  |                          |                                              |  |  |  |  |  |  |  |             |
|                                         |                                              |  |                          | Marie Isabela Španělská                      |  |  |  |  |  |  |  |             |
|                                         |                                              |  |                          |                                              |  |  |  |  |  |  |  |             |
|                                         | Marie Imakuláta Neapolsko-Sicilská           |  |                          |                                              |  |  |  |  |  |  |  |             |
|                                         |                                              |  |                          |                                              |  |  |  |  |  |  |  |             |
|                                         |                                              |  |                          | Karel Ludvík Rakousko-Těšínský               |  |  |  |  |  |  |  |             |
|                                         |                                              |  |                          |                                              |  |  |  |  |  |  |  |             |
|                                         | Marie Terezie Izabela Rakousko-Těšínská      |  |                          |                                              |  |  |  |  |  |  |  |             |
|                                         |                                              |  |                          |                                              |  |  |  |  |  |  |  |             |
|                                         |                                              |  |                          | Jindřiška Nasavsko-Weilburská                |  |  |  |  |  |  |  |             |
|                                         |                                              |  |                          |                                              |  |  |  |  |  |  |  |             |